# Miopatia centronuclear lligada al cromosoma X
La miopatia centronuclear lligada al cromosoma X (l'acrònim usual de la qual és XLCNM, de l'anglès X-linked centronuclear myopathy), també coneguda com a miopatia miotubular (XLMTM, de l'anglès X-linked myotubular myopathy), és una malaltia que afecta el múscul esquelètic i provoca feblesa muscular. És causada per una mutació al gen MTM1 situat al cromosoma X humà i afecta gairebé en exclusiva a homes. S'estima que es presenta 1 cas per cada 50 000 nounats homes.

## Símptomes i quadre clínic
Els fetus afectats es caracteritzen per presentar polihidramni i mobilitat reduïda i els nounats per feblesa, to muscular reduït (hipotonia) i dificultat respiratòria. Durant la infantesa, els problemes musculars dificulten el desenvolupament d'habilitats motores com asseure's, aixecar-se, caminar i fins i tot menjar. La feblesa muscular pot arribar a afectar fins i tot els músculs facials i oculars (oftalmoplegia), i freqüentment els afectats necessiten assistència respiratòria (ventilació mecànica). A causa dels diferents graus de gravetat de la malaltia és possible que alguns individus afectats per la malaltia només precisin assistència respiratòria durant el son, mentre que d'altres poden requerir-la permanentment. Altres símptomes habituals són la curvatura anormal de la columna vertebral (escoliosi), contractures de genoll i malucs, i cara ampla i allargada. Les dones portadores són generalment asimptomàtiques, encara que s'han descrit alguns casos rars en els quals la malaltia es manifesta en heterozigosi.

## Fenotips i graus de gravetat
Després de la identificació del gen MTM1 el 1996, Herman i col·laboradors van establir la següent classificació per als fenotips de la malaltia:

### XLCNM greu (clàssica)
Alta feblesa muscular, dependència crònica de ventilació mecànica i alta incidència de mort durant la infància.

### XLCNM moderada
Els homes amb XLCNM moderada desenvolupen habilitats motores més ràpidament que els malalts amb la forma greu; aproximadament el 40% no requereix ventilació mecànica o només ocasionalment.

### XLCNM lleu
Els homes amb XLCNM lleu poden requerir respiració assistida durant el període de nounat i tenen una menor afecció a les capacitats motores, la qual cosa els permet caminar.

## Diagnòstic clínic
S'ha de considerar la realització d'un diagnòstic clínic a qualsevol home nounat amb hipotonia significativa i feblesa muscular o en homes majors que presentin disminució de la massa muscular i feblesa a les extremitats, especialment si es dona algun dels següents factors:
- Un parent afectat a la família, a partir del qual es pugui intuir una herència lligada al cromosoma X (es dona en el 30% dels casos).
- Longitud i circumferència del cap majors al 90° centil, criptorquídia, i/o dits llargs.
- Anomalies als músculs extraoculars, com per exemple oftalmoplegia.

El diagnòstic de XLCNM es basa en la identificació de canvis histopatològics característics en mostres musculars amb els símptomes clínics descrits i la seva comprovació mitjançant diagnòstic genètic. El diagnòstic genètic es basa en la identificació de mutacions al gen MTM1 (del 60 al 98% dels afectats), prova que està disponible clínicament.
En molts casos existeixen a més altres membres de la família que pateixen la malaltia a causa de l'herència genètica lligada al cromosoma X. És a dir, existeixen antecedents familiars.

## Ocurrència genètica
La XLCNM segueix una herència lligada al cromosoma X. Per tant, el risc d'un home de patir la malaltia dependrà de la condició de portadora de la mare. Si la mare és portadora, cada descendent tindrà un 50% de possibilitats d'heretar la mutació al gen MTM1. Els homes que heretin la mutació patiran la malaltia, mentre que les dones que heretin la mutació seran portadores i generalment no afectes (asimptomàtiques). En casos simples (una única ocurrència a la família), hi ha una probabilitat del 80 al 90% que la dona sigui portadora si es confirma que el seu fill té una mutació al gen MTM1. Per tant, del 10 al 20% dels homes que presenten la malaltia en casos simples, estan afectats per mutacions de novo causants de la malaltia al gen MTM1 i les seves mares no són portadores. També s'han descrit casos de mosaïcisme germinal, per la qual cosa malgrat no trobar-se cap mutació al gen MTM1 no és del tot descartable que el nou descendent no pugui patir la malaltia. Si la mutació al gen MTM1 ha estat identificada en un parent home afectat és possible realitzar diagnòstic prenatal en el cas que l'embarassada tingui risc de ser portadora.